# Stephen Barton
Stephen Barton (* 17. September 1982 in Preston, England) ist ein britischer Komponist, der primär für Computerspiele die Musik komponiert hat und auch als Filmkomponist tätig ist. Für seine Arbeit an dem Computerspiel Star Wars Jedi: Survivor wurde er 2024 mit einem Grammy ausgezeichnet.

## Karriere
Am Anfang seiner Karriere arbeitete Stephen Barton viel unter dem Filmkomponisten Harry Gregson-Williams. Für das Computerspiel Call of Duty 4: Modern Warfare arbeitete er das erste Mal an der Musik für ein Computerspiel, regelmäßige weitere Arbeiten folgten, darunter an Titanfall, Titanfall 2 oder die beiden Star-Wars-Spiele Star Wars Jedi: Fallen Order (2019) und Star Wars Jedi: Survivor (2023).

## Arbeiten (Auswahl)
Computerspiele
- 2007: Call of Duty 4: Modern Warfare
- 2014: Titanfall
- 2016: Titanfall 2
- 2019: Apex Legends
- 2019: Star Wars Jedi: Fallen Order (zusammen mit Gordy Haab und Nick Laviers)
- 2020: Watch Dogs: Legion
- 2023: Star Wars Jedi: Survivor (zusammen mit Gordy Haab)

Filmografie
- 2009: Jennifer’s Body – Jungs nach ihrem Geschmack (Jennifer’s Body, zusammen mit Theodore Shapiro)
- 2009: Exam – Tödliche Prüfung (Exam, zusammen mit Matthew Cracknell)
- 2015–2019: Niko und das Schwert des Lichts (Niko and the Sword of Light, Fernsehserie, 24 Folgen)
- 2017–2018: 12 Monkeys (Fernsehserie, 16 Folgen)
- 2017: Unlocked
- 2023: Star Trek: Picard (Fernsehserie, 8 Folgen)

## Auszeichnungen
Für seine Arbeit an dem Computerspiel Star Wars Jedi: Survivor wurde er zusammen mit Gordy Haab mit einem Grammy ausgezeichnet. Vor allem für seine Kompositionen im Computerspielbereich erhielt er weitere Nominierungen.